# 小行星7562
小行星7562（英語：7562 Kagiroino-Oka）是一颗围绕太阳公转的小行星。1986年11月30日，香西洋树、古川麒一郎在木曾町发现了此天体。
这颗小行星的绝对星等为268.5568456985698等。